# Myosotis persoonii
Myosotis persoonii é uma espécie de planta com flor pertencente à família Boraginaceae. 
A autoridade científica da espécie é Rouy, tendo sido publicada em Fl. France 10: 327 (1908).

## Portugal
Trata-se de uma espécie presente no território português, nomeadamente em Portugal Continental.
Em termos de naturalidade é nativa da região atrás indicada.

## Protecção
Não se encontra protegida por legislação portuguesa ou da Comunidade Europeia.